# 橫頭磡邨
橫頭磡邨（英語：Wang Tau Hom Estate）原是一個徙置屋邨，位於香港九龍橫頭磡，即黃大仙西北部近龍翔道的位置，總共有26座，於1962年建成。1980年代初香港政府開始計劃重建，建成現在的屋邨。樓宇於1982年至1994年期間落成，現由雅居物業顧問有限公司負責屋邨管理。
在橫頭磡邨內的富強苑（英語：Fu Keung Court）、嘉強苑（英語：Ka Keung Court）和德強苑（英語：Tak Keung Court）是居屋屋苑，由房委會總建築師（3）設計，於1991年至2001年期間落成。當中德強苑及富強苑因鄰近廣播道豪宅區，是樂富／橫頭磡綠表市場成交價最高的屋苑，也是九龍以至全香港綠表成交價高的屋苑之一，未補地價每實呎成交價超過一萬港元。

## 歷史

### 戰前時期
第二次世界大戰前，現時橫頭磡邨中間部份，原址是1903年建立的晒魚石華人墳場，亦稱為新九龍4號墳場，政府限令1949年遷走所有墳穴。橫頭磡邨西面部份的原址是英軍練靶場（WDL 18）。現時宏順樓原址的山中有一座大王爺古廟，橫頭磡南麓山腳是虎尾村屋舍及農田。1960年，虎尾村700多間屋舍全部清拆，5000多名居民徙置到佐敦谷及官塘雞寮徙置區，大王爺廟亦在雞寮重建。

### 徙置大廈時期
第二次世界大戰後，大量內地難民移港定居，由於當時香港政府沒有一個房屋政策來為低下階層而設的，所以很多難民在1949年後在山邊興建木屋來居住，但這些木屋設備簡陋，衛生環境惡劣，加上木屋的密度高，所以經常發生火警，最終於1953年的聖誕夜，石硤尾木屋區發生了史無前例的大火，令5萬多人無家可歸，於是政府在原址興建29座徙置大廈，用以安置災民。自此以後，徙置大廈的興建奠定香港公共房屋發展基礎。
除了在石硤尾、大坑東和李鄭屋一帶興建徙置大廈外，政府還在老虎岩（現稱樂富）及本邨現址興建徙置大廈，為低下階層提供穩定居所，今天本邨所有徙置大廈已拆卸，當時這些徙置大廈由徙置事務處管理。1973年香港房屋委員會成立，所有徙置大廈和廉租屋大廈是由香港房屋委員會統一管理。

### 重建
1980年代初，政府開始為徙置區屋邨進行計劃重建。徙置大廈第12至14座率先於1980年拆卸，重建成樂富中心及上蓋的宏康樓、宏逸樓、宏旭樓及宏樂樓，並與地下鐵路樂富站上蓋的宏順樓及宏達樓於1984-85年間落成。初期該等樓宇仍屬橫頭磡邨，樓宇興建期間亦以「宏」命名。另在1982年，即重建初期，在19至20座及8至9座之間的空地加建宏暉樓及宏暉中心。
由於本邨的位置鄰近啟德機場，樓宇高度受限制，所以本邨大部份樓宇便使用了外觀較長而窄的相連長型樓宇設計，而本邨其中的宏光樓及宏顯樓，採用了相連長型樓宇類型中較少使用的「L」款的樓宇，相連長型L款樓宇全港公共屋邨中只有4座，還有大窩口邨的富秀樓及富平樓使用相連長型L款樓宇。而於1989年後才開始重建工程的樓宇，皆使用與外型與相連長型較相似的和諧三型樓宇設計。
橫頭磡邨最後兩座徙廈第23、24座於1991年拆卸，同年樂富中心、地鐵樂富站上蓋的六幢樓宇改屬樂富邨。

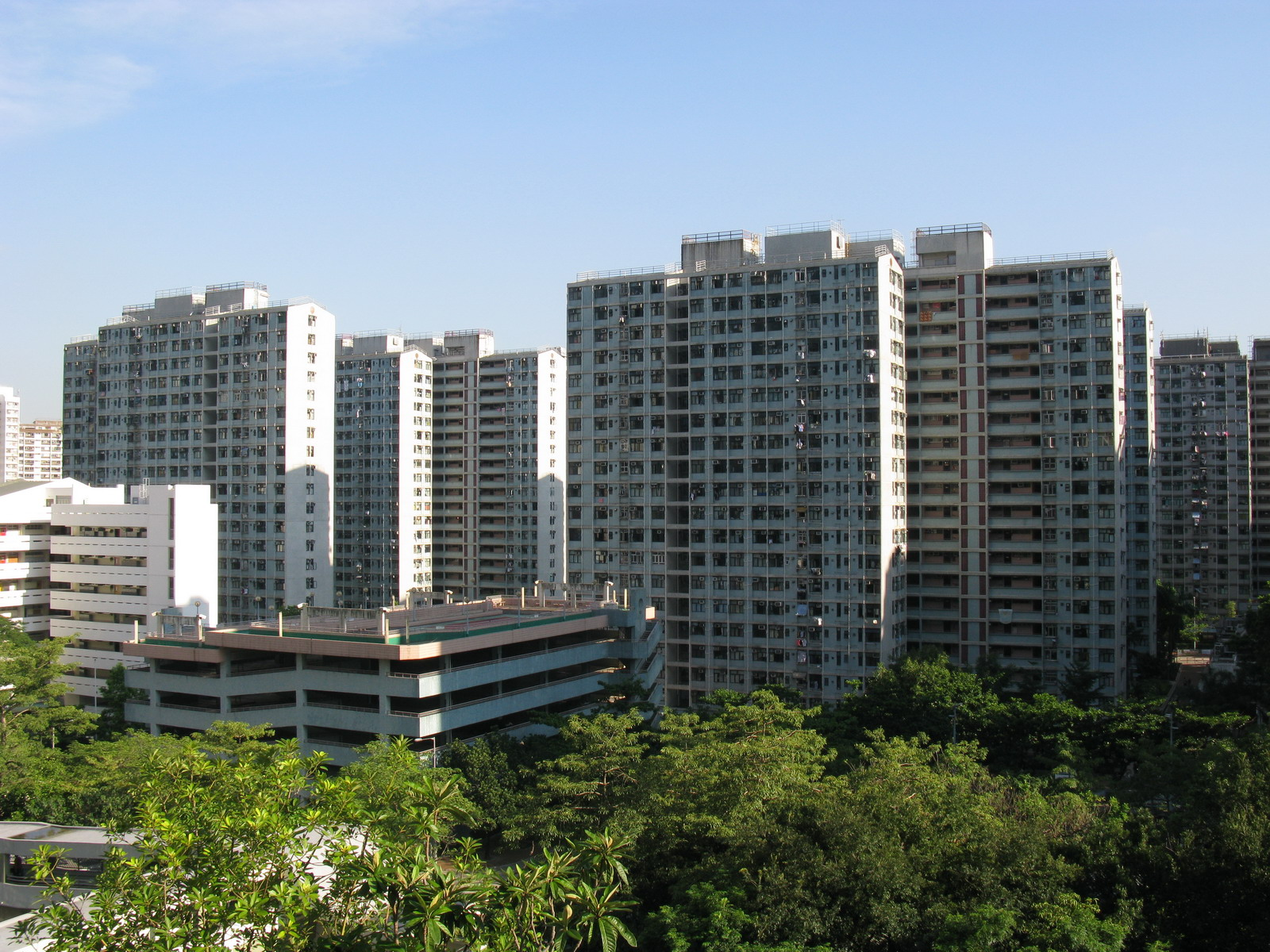
橫頭磡邨北面，相連長型第一款樓宇
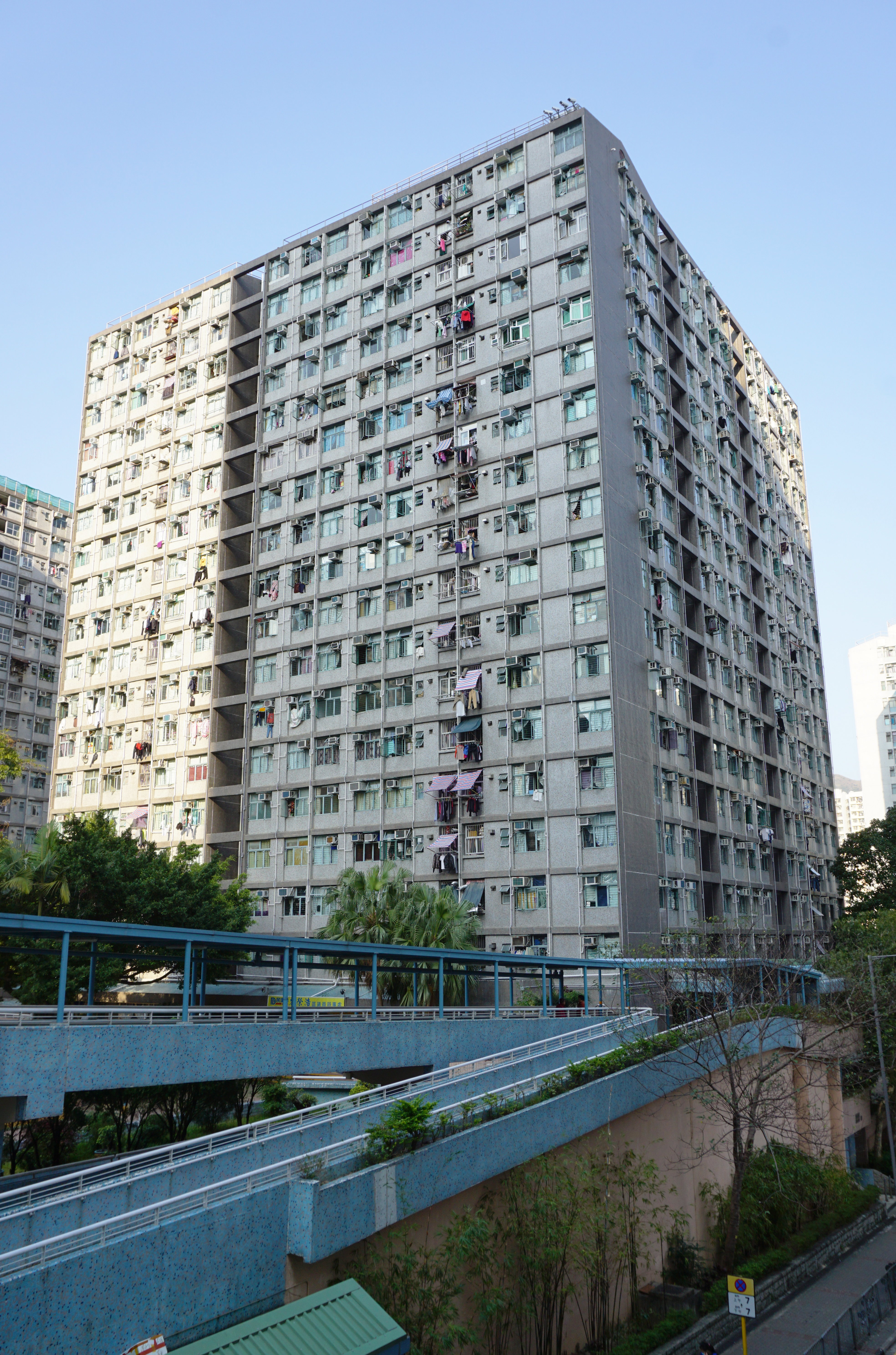
橫頭磡邨宏顯樓，相連長型L款大廈
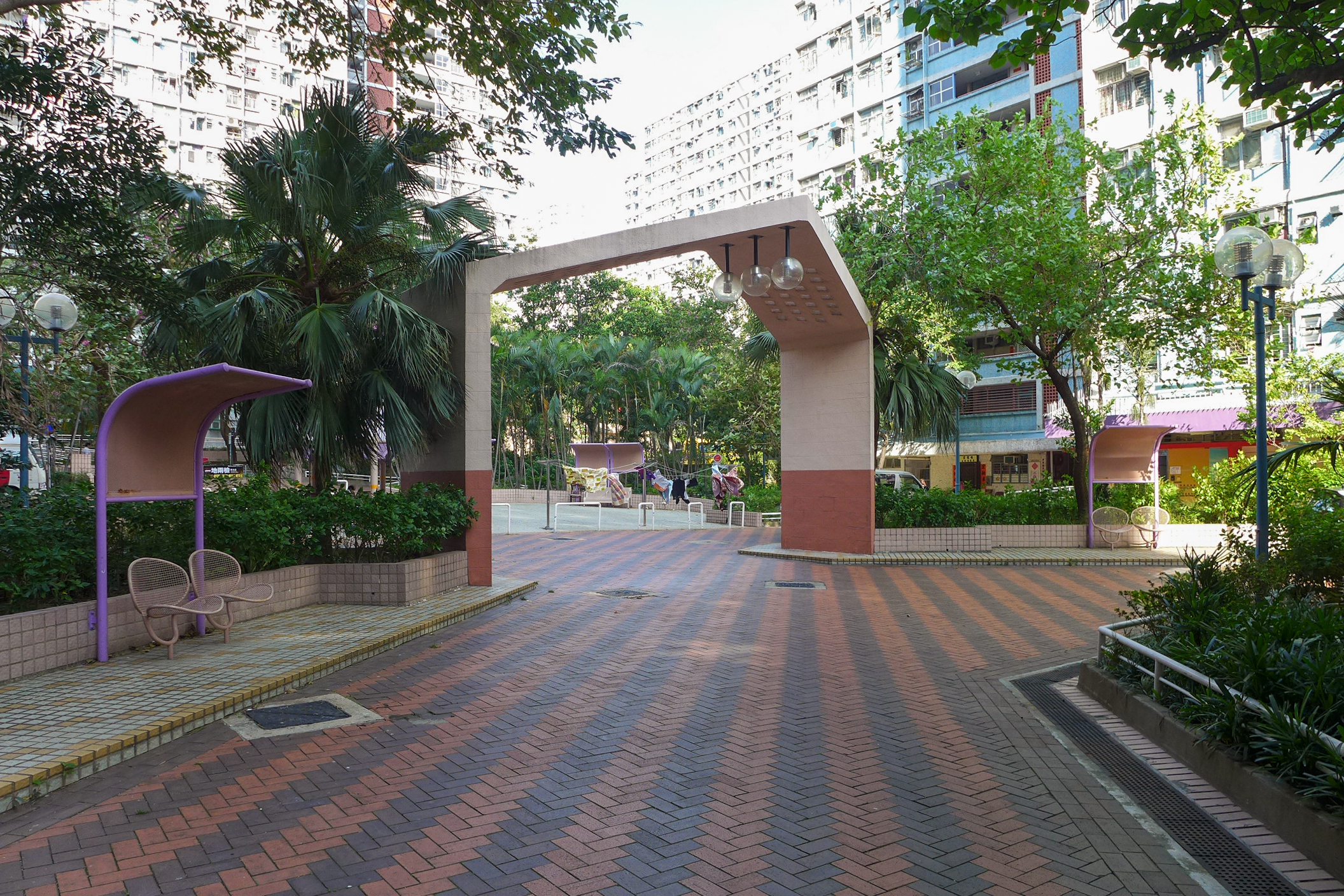
宏業樓和宏基樓之間的休憩空間
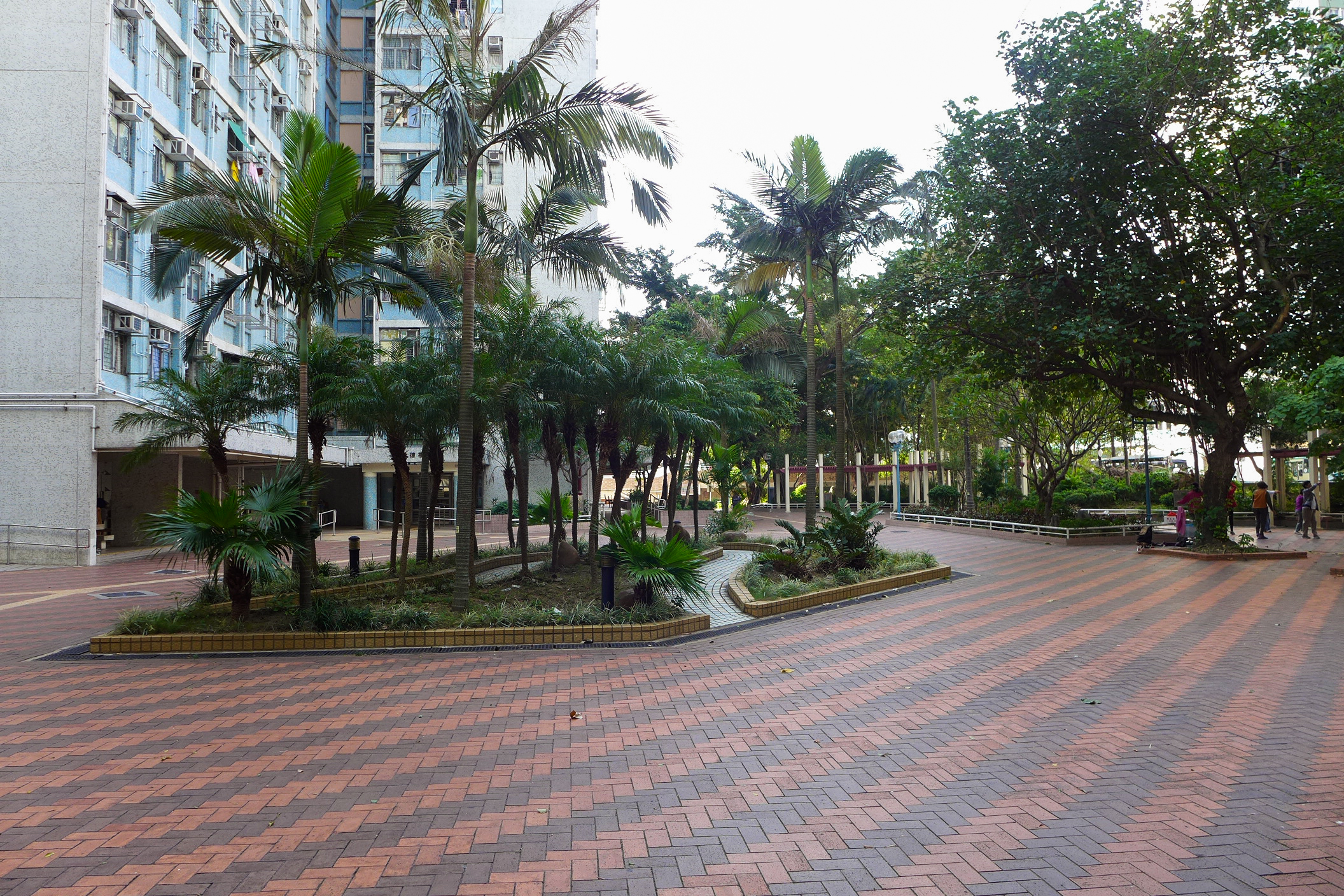
宏德樓對出的休憩空間
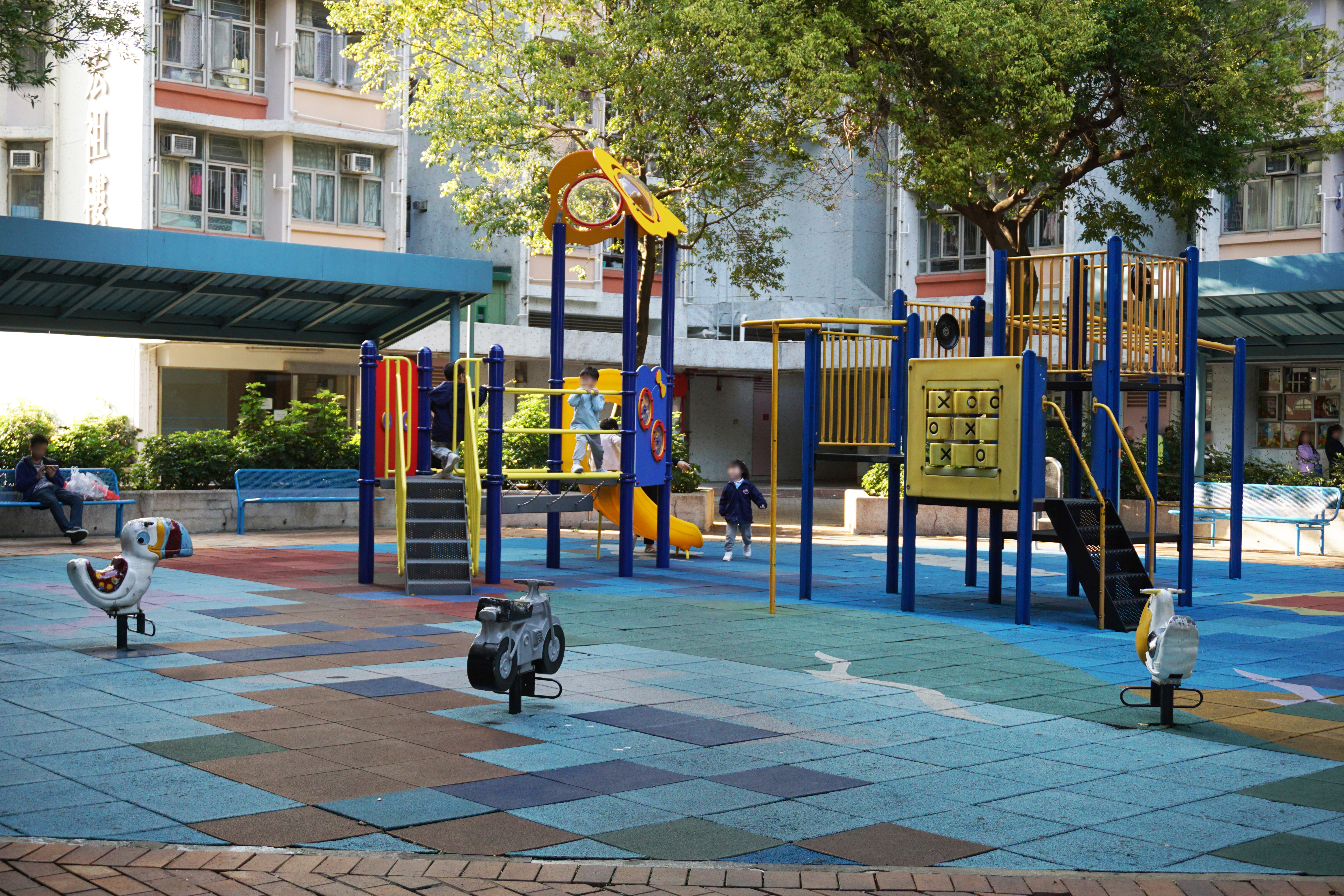
兒童遊樂場（2）
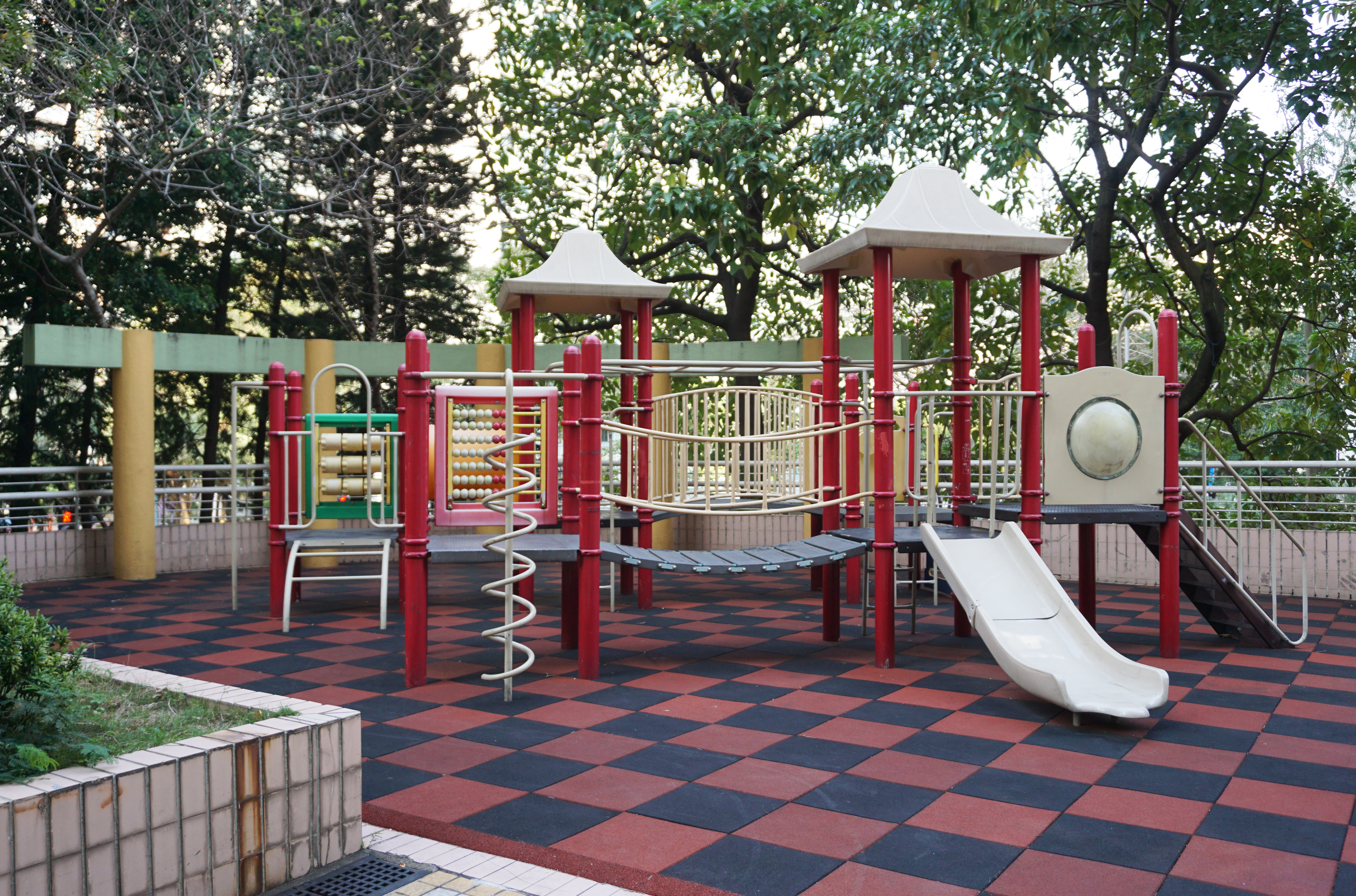
兒童遊樂場（3）
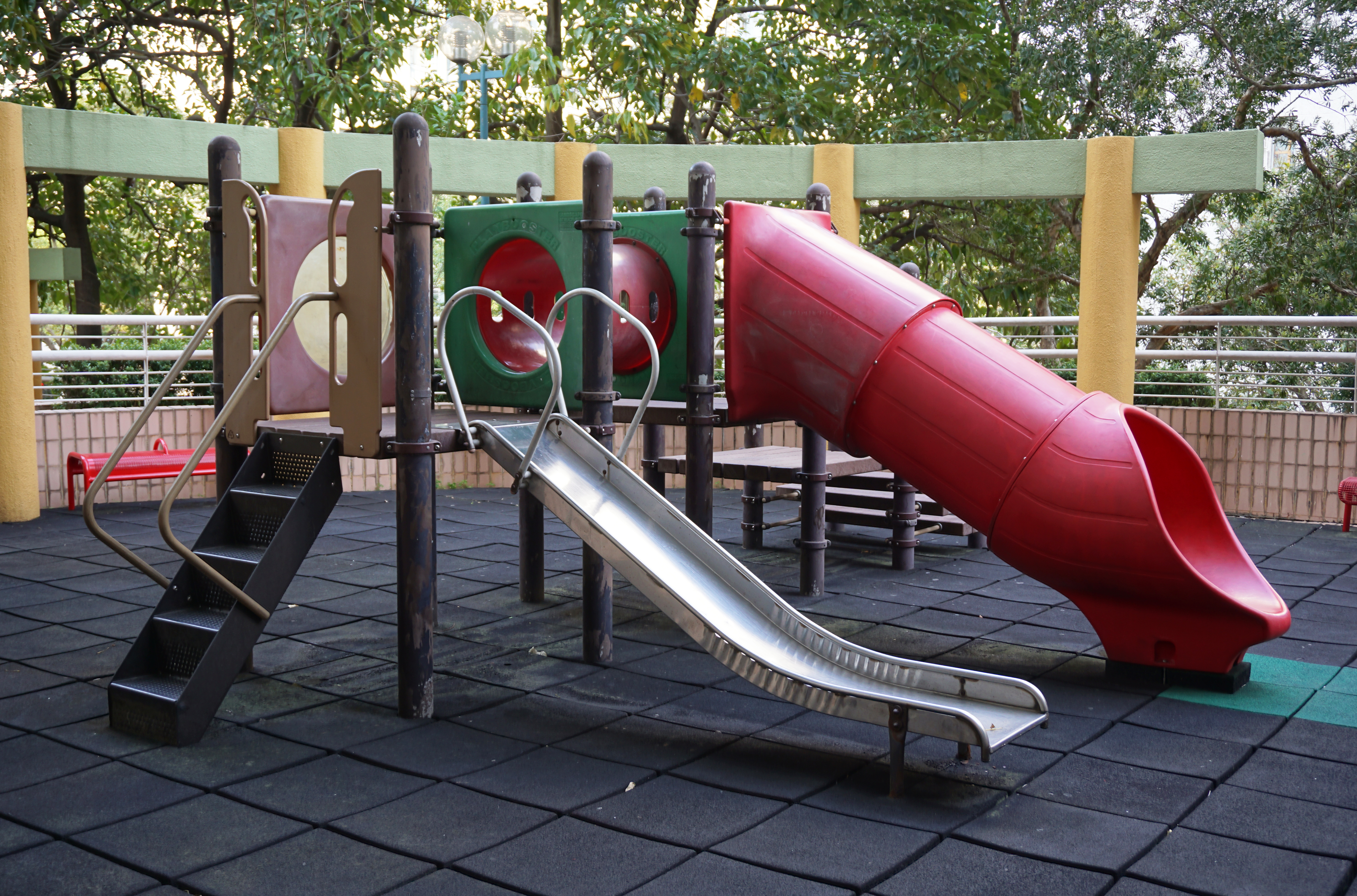
兒童遊樂場（4）
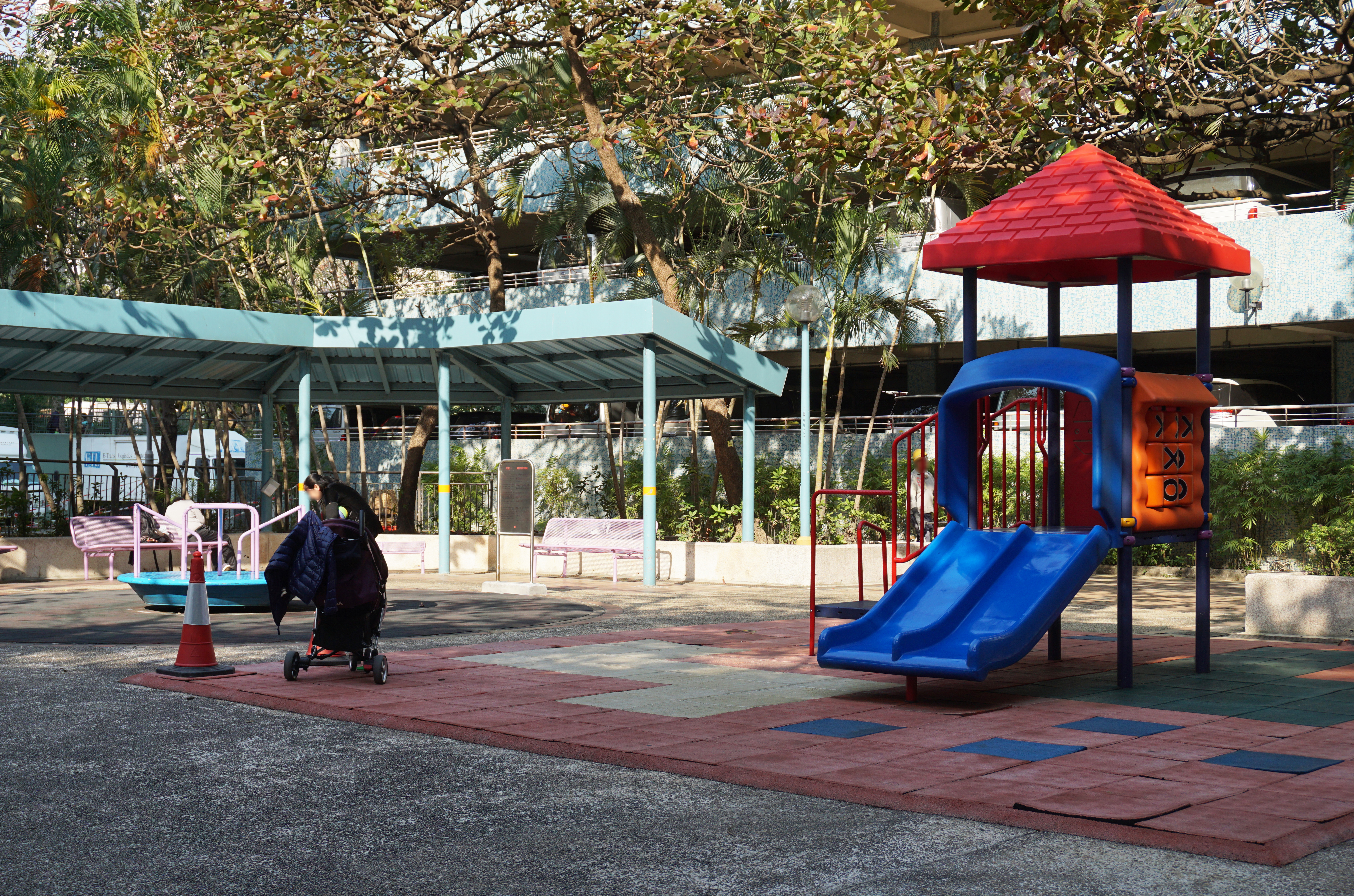
兒童遊樂場（5）
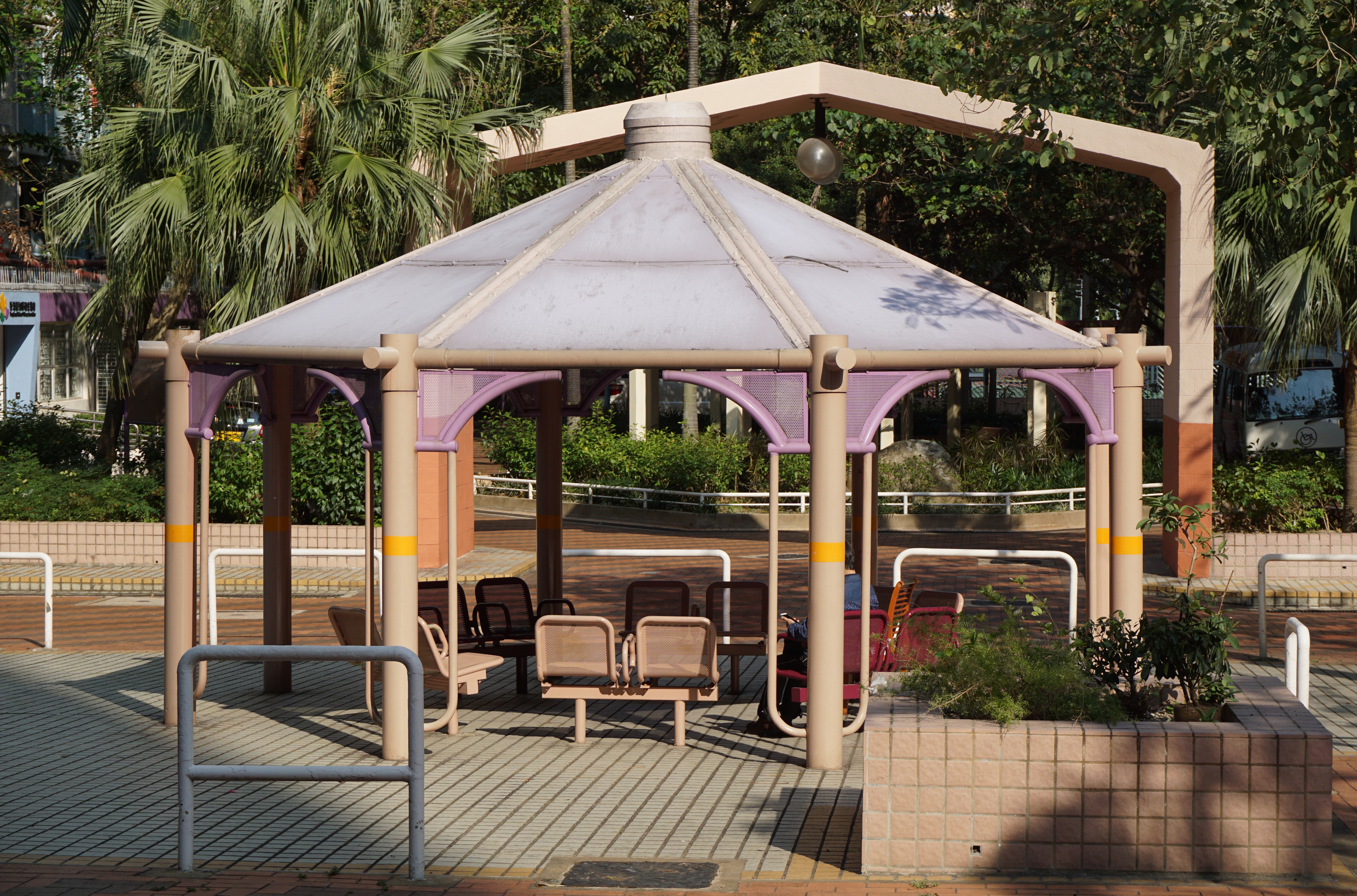
涼亭
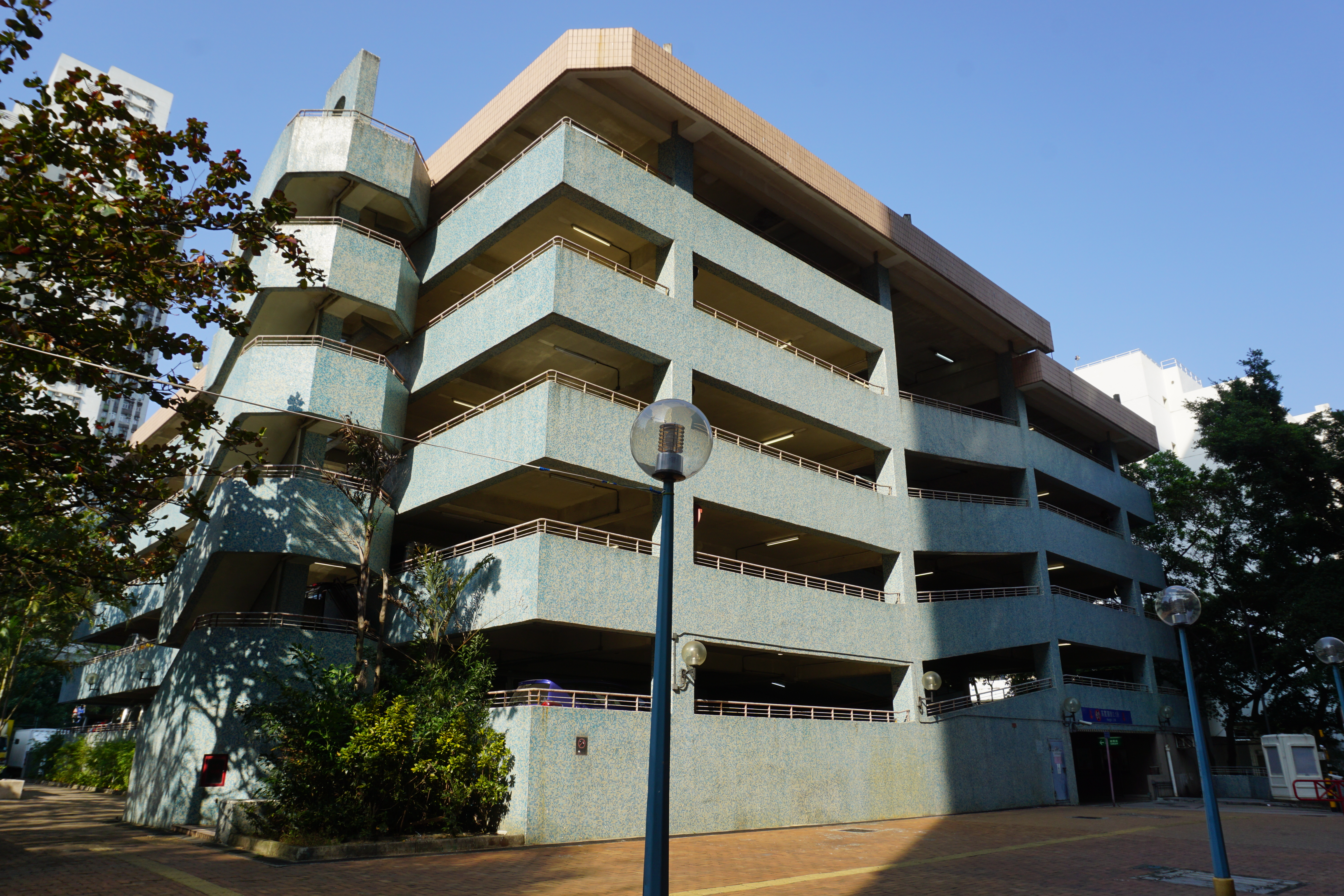
停車場
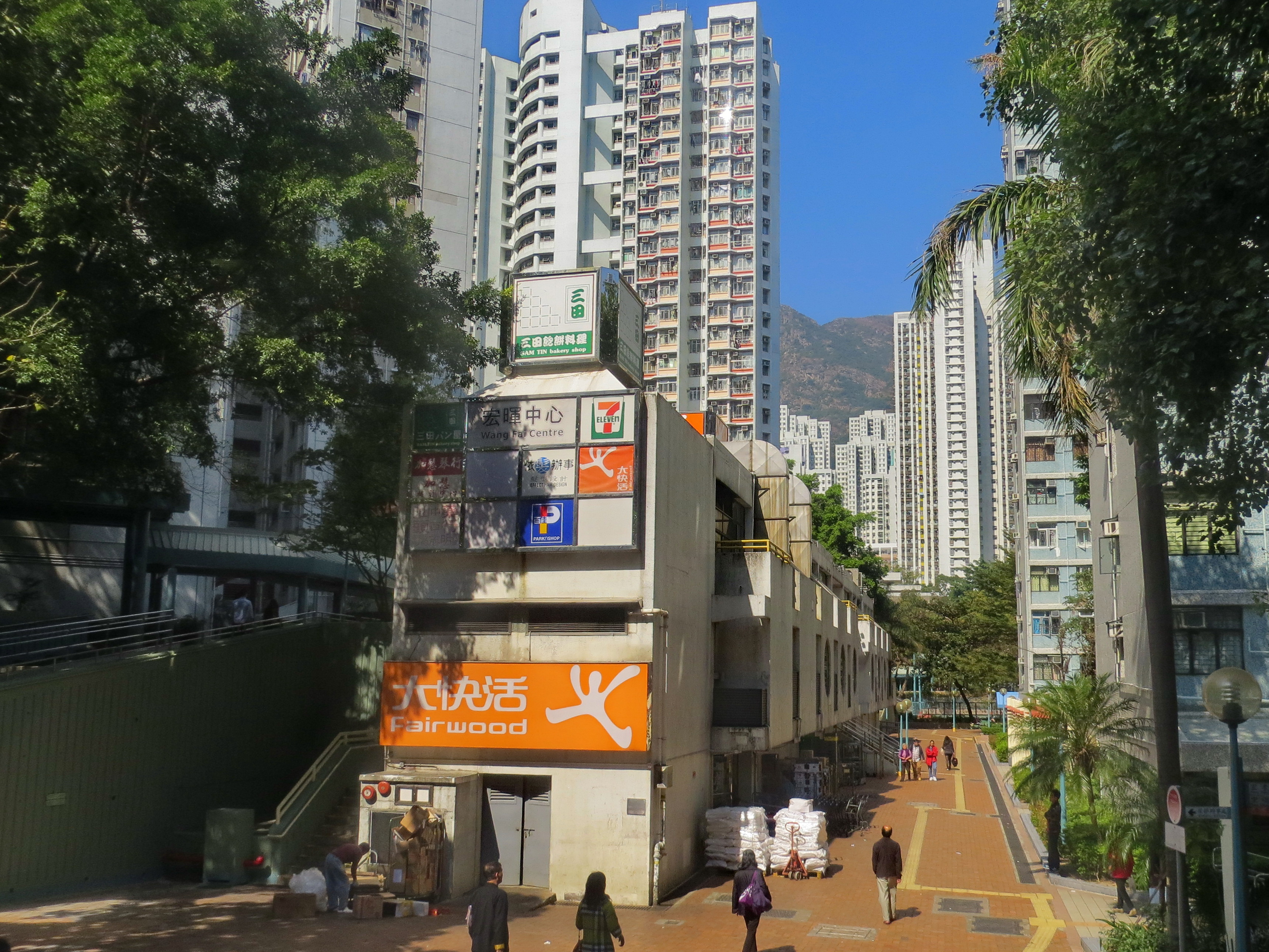
宏暉中心
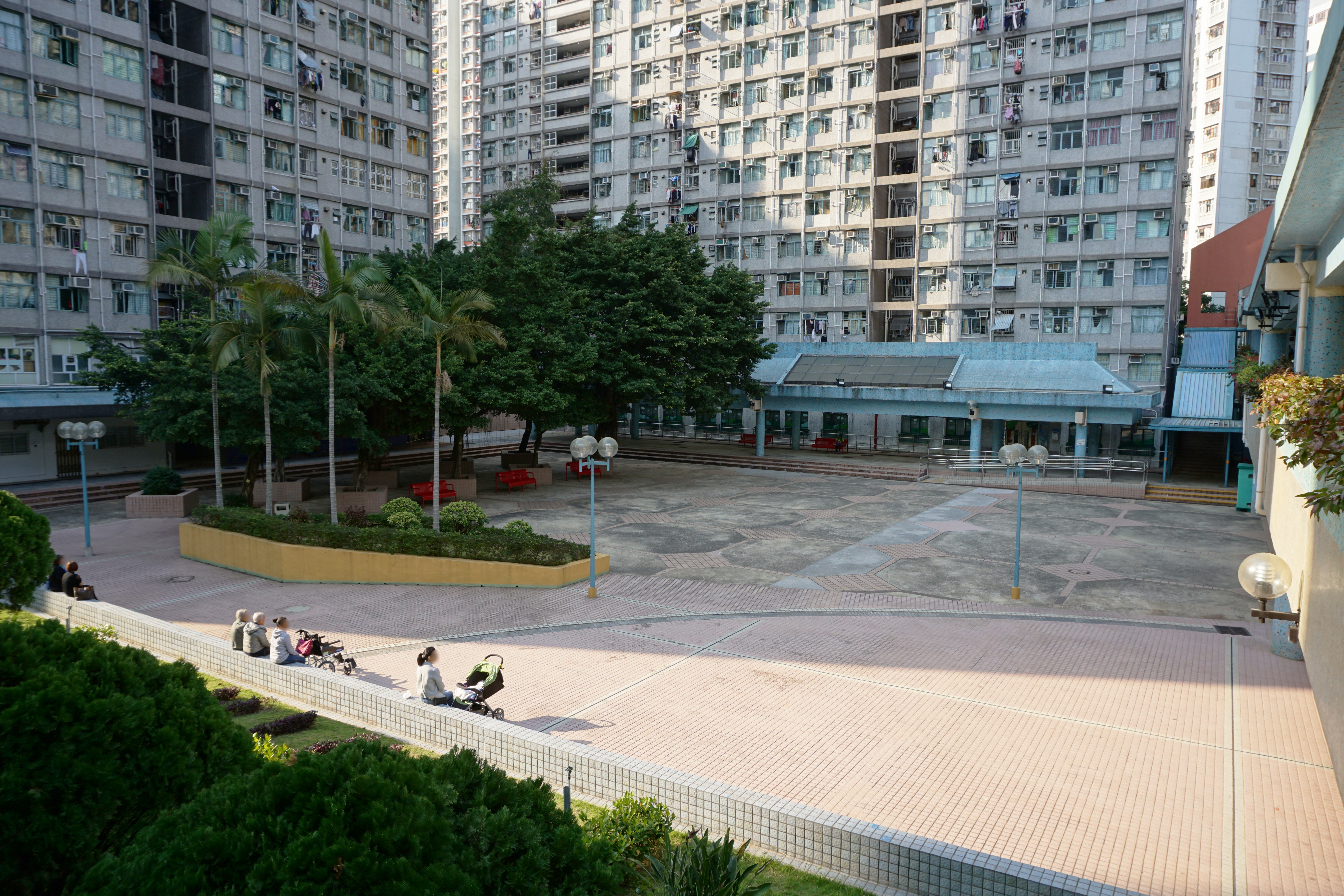
屋邨廣場
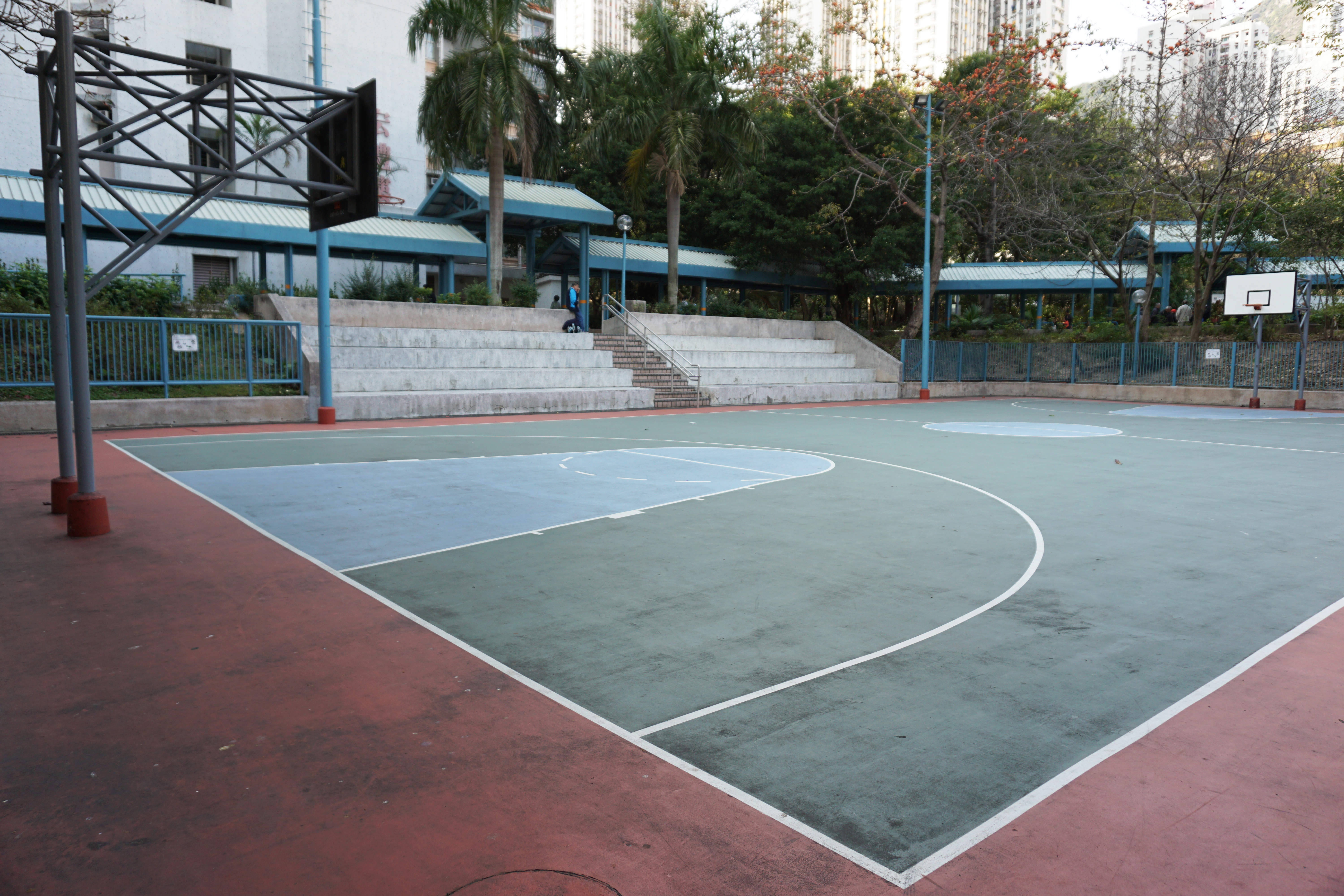
籃球場
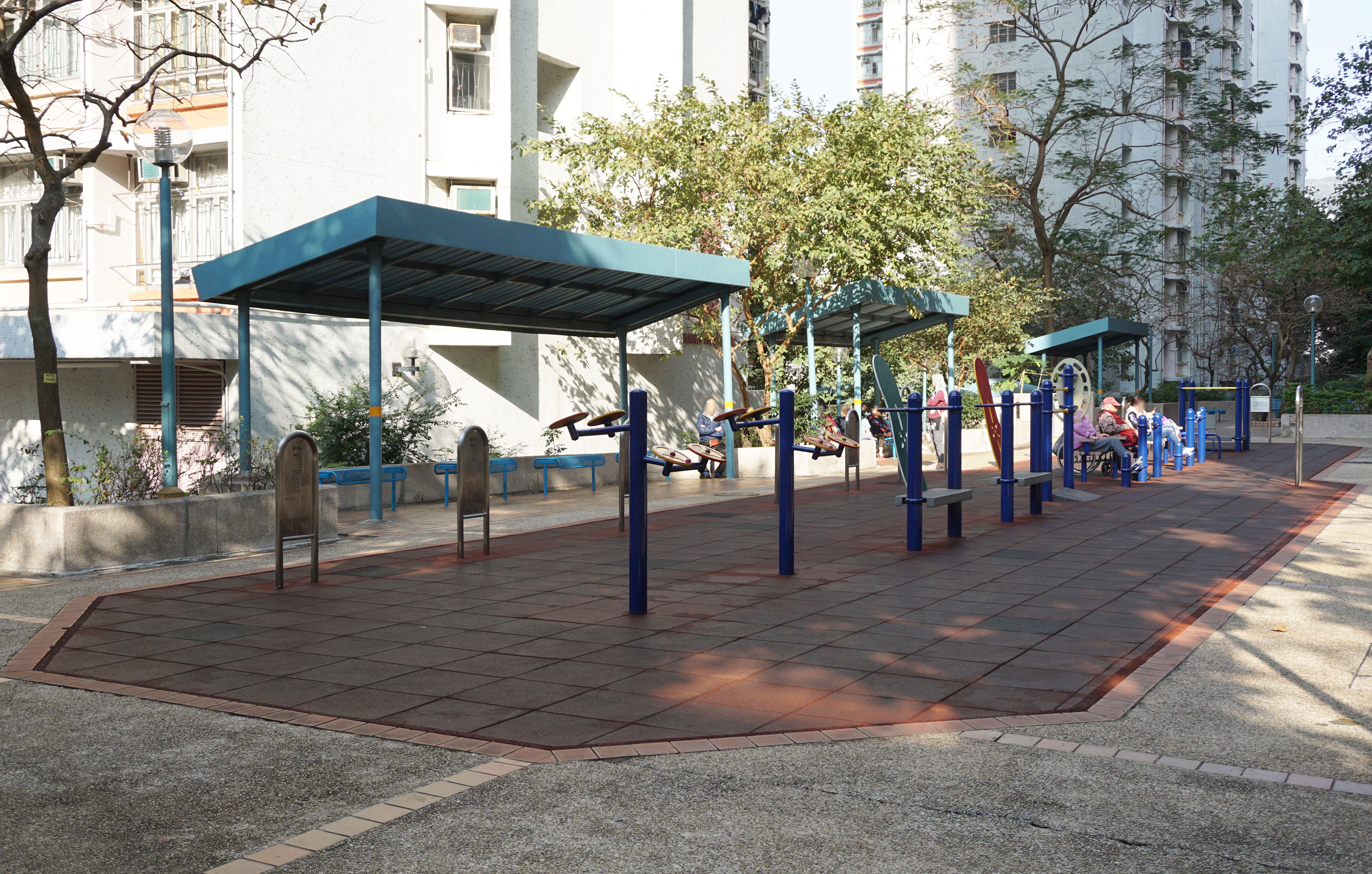
健體區
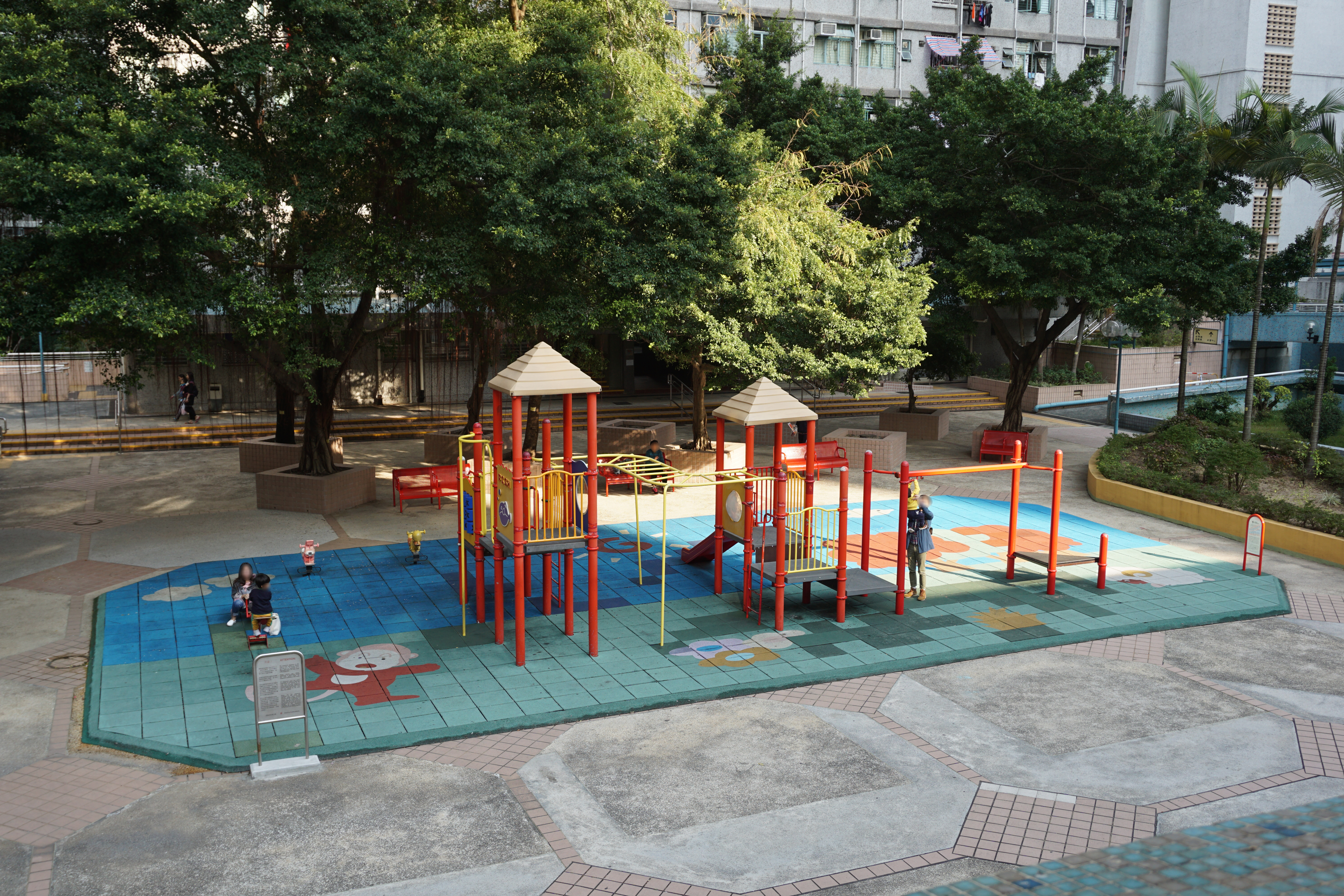
兒童遊樂場

## 屋苑資料

### 現時樓宇

#### 橫頭磡邨
| 樓宇名稱（座號） | 門牌號碼   | 樓宇類型                  | 落成年份 | 層數 | 每層伙數 | 每座單位總數（伙） | 建築師       | 承建商             | 提供升降機的廠商 （更換前）     | 提供升降機的廠商 （更換後） |
| ---------------- | ---------- | ------------------------- | -------- | ---- | -------- | ------------------ | ------------ | ------------------ | ------------------------------- | --------------------------- |
| 暉樓（第1座）    | 富美街17號 | 雙工字型 （第二代）       | 1982年   | 17   | 30       | 210                | 房屋署建築師 | 均利建築           | 乘賓（Sabiem）                  | 東芝                        |
| 興樓（第2座）    | 富美街17號 | 相連長型一型              | 1987年   | 16   | 14       | 224                | 房屋署建築師 | 大韓造船           | 乘賓（Sabiem）                  | 奧的斯                      |
| 富樓（第3座）    | 富美街17號 | 相連長型一型              | 1987年   | 16   | 14       | 224                | 房屋署建築師 | 大韓造船           | 乘賓（Sabiem）                  | 奧的斯                      |
| 澤樓（第4座）    | 富美街17號 | 相連長型一型              | 1987年   | 19   | 14       | 266                | 房屋署建築師 | 大韓造船           | 乘賓（Sabiem）                  | 奧的斯                      |
| 安樓（第7座）    | 富美街17號 | 相連長型一型              | 1988年   | 18   | 14       | 252                | 房屋署建築師 | 大韓造船           | 乘賓（Sabiem）                  | 奧的斯                      |
| 顯樓（第5座）    | 富美街17號 | 相連長型L型               | 1987年   | 19   | 12       | 228                | 房屋署建築師 | 大韓造船           | 乘賓（Sabiem）                  | 奧的斯                      |
| 光樓（第6座）    | 富美街17號 | 相連長型L型               | 1987年   | 16   | 12       | 192                | 房屋署建築師 | 大韓造船           | 乘賓（Sabiem）                  | 奧的斯                      |
| 德樓（第8座）    | 富美街17號 | 相連長型三型              | 1988年   | 21   | 20       | 420                | 房屋署建築師 | 德榮建築           | 迅達                            | 迅達                        |
| 基樓（第9座）    | 富美街17號 | 相連長型一型              | 1989年   | 21   | 14       | 294                | 房屋署建築師 | 德榮建築           | 迅達                            | 迅達                        |
| 業樓（第10座）   | 富美街17號 | 相連長型一型              | 1989年   | 21   | 14       | 294                | 房屋署建築師 | 德榮建築           | 迅達                            | 迅達                        |
| 頌樓（第11座）   | 富美街17號 | 相連長型一型              | 1990年   | 21   | 16       | 336                | 房屋署建築師 | 朱祥興建築有限公司 | 英國通用電氣-快而安（GEC Fiam） | 東芝                        |
| 孝樓（第12座）   | 富美街17號 | 相連長型一型              | 1990年   | 21   | 16       | 336                | 房屋署建築師 | 朱祥興建築有限公司 | 英國通用電氣-快而安（GEC Fiam） | 東芝                        |
| 照樓（第13座）   | 富美街17號 | 相連長型一型              | 1990年   | 21   | 16       | 336                | 房屋署建築師 | 朱祥興建築有限公司 | 英國通用電氣-快而安（GEC Fiam） | 東芝                        |
| 亮樓（第14座）   | 富美街17號 | 相連長型一型              | 1990年   | 21   | 16       | 336                | 房屋署建築師 | 朱祥興建築有限公司 | 英國通用電氣-快而安（GEC Fiam） | 東芝                        |
| 禮樓（第15座）   | 富美街17號 | 和諧三型第一款 （第一代） | 1994年   | 26   | 17       | 442                | 房屋署建築師 | 瑞安建業           | 迅達                            | 暫未更換                    |
| 耀樓（第16座）   | 富美街17號 | 和諧三型第一款 （第一代） | 1994年   | 26   | 17       | 442                | 房屋署建築師 | 瑞安建業           | 迅達                            | 暫未更換                    |
| 祖樓（第17座）   | 富美街17號 | 和諧三型第一款 （第一代） | 1994年   | 26   | 17       | 442                | 房屋署建築師 | 瑞安建業           | 迅達                            | 暫未更換                    |
| 偉樓（第18座）   | 富美街17號 | 和諧三型第一款 （第一代） | 1994年   | 26   | 17       | 442                | 房屋署建築師 | 瑞安建業           | 迅達                            | 暫未更換                    |

值得一提是，圍繞樂富廣場A區的宏康樓、宏逸樓、宏順樓、宏達樓、宏旭樓及宏樂樓，原址皆位於重建前的橫頭磡邨，重建後該樓宇原本是屬橫頭磡邨的，樓宇興建期間亦以「宏」開頭命名，唯因管理上需要於1991年改屬樂富邨、故此不再屬於橫頭磡邨，因此不列在上述的樓宇資料。
同時，本邨亦是全港唯一集齊相連長型一型、三型及L型作樓宇的公共屋邨。
以粗體字標註的相連長型樓宇設有「劏房」的小型單位。

#### 富強苑
| 樓宇名稱（座號） | 門牌號碼  | 樓宇類型                | 入伙年份 | 樓宇層數 （住宅層數） | 每層伙數 | 單位數目（伙） | 建築師              | 承建商              | 提供升降機的廠商（更換前） | 提供升降機的廠商（更換後） |
| ---------------- | --------- | ----------------------- | -------- | --------------------- | -------- | -------------- | ------------------- | ------------------- | -------------------------- | -------------------------- |
| 富裕閣（A座）    | 富美街8號 | 新十字型 （1984年版本） | 1991年   | 13                    | 10       | 130            | 房屋署總建築師（3） | 新昌營造、 瑞安承建 | 乘賓（Sabiem）             | 暫未更換                   |
| 富寧閣（B座）    | 富美街8號 | 新十字型 （1984年版本） | 1992年   | 23                    | 10       | 230            | 房屋署總建築師（3） | 新昌營造、 瑞安承建 | 乘賓（Sabiem）             | 通力                       |
| 富康閣（C座）    | 富美街8號 | 新十字型 （1984年版本） | 1992年   | 23                    | 10       | 230            | 房屋署總建築師（3） | 新昌營造、 瑞安承建 | 乘賓（Sabiem）             | 通力                       |
| 富和閣（D座）    | 富美街8號 | 新十字型 （1984年版本） | 1993年   | 26                    | 10       | 260            | 房屋署總建築師（3） | 新昌營造、 瑞安承建 | 富士達                     | 暫未更換                   |
| 富逸閣（E座）    | 富美街8號 | 新十字型 （1984年版本） | 1993年   | 26                    | 10       | 260            | 房屋署總建築師（3） | 新昌營造、 瑞安承建 | 富士達                     | 暫未更換                   |
| 富雅閣（F座）    | 富美街8號 | 新十字型 （1984年版本） | 1993年   | 26                    | 10       | 260            | 房屋署總建築師（3） | 新昌營造、 瑞安承建 | 富士達                     | 暫未更換                   |

#### 嘉強苑
| 樓宇名稱（座號） | 門牌號碼  | 樓宇類型                | 落成年份 | 樓宇層數 （住宅層數） | 每層伙數 | 單位數目（伙） | 建築師              | 承建商   | 提供升降機的廠商 |
| ---------------- | --------- | ----------------------- | -------- | --------------------- | -------- | -------------- | ------------------- | -------- | ---------------- |
| 嘉匯閣（A座）    | 富美街3號 | 新十字型 （1984年版本） | 1998年   | 24                    | 10       | 240            | 房屋署總建築師（3） | 新昌營造 | 富士達           |
| 嘉盈閣（B座）    | 富美街3號 | 新十字型 （1984年版本） | 2000年   | 37                    | 10       | 370            | 房屋署總建築師（3） | 五洋建設 | 通力             |

#### 德強苑
| 樓宇名稱（座號） | 門牌號碼  | 樓宇類型                | 落成年份 | 樓宇層數 （住宅層數） | 每層伙數 | 單位數目（伙） | 建築師              | 承建商   | 提供升降機的廠商 |
| ---------------- | --------- | ----------------------- | -------- | --------------------- | -------- | -------------- | ------------------- | -------- | ---------------- |
| 德賢閣（A座）    | 富強街9號 | 新十字型 （1984年版本） | 2001年   | 35                    | 10       | 350            | 房屋署總建築師（3） | 新昌營造 | 日立             |
| 德華閣（B座）    | 富強街9號 | 新十字型 （1984年版本） | 2001年   | 35                    | 10       | 350            | 房屋署總建築師（3） | 新昌營造 | 日立             |

### 歷代樓宇
| 重建前的橫頭磡邨 | 重建前的橫頭磡邨 | 重建前的橫頭磡邨 | 重建前的橫頭磡邨 | 重建前的橫頭磡邨 | 重建前的橫頭磡邨                   | 重建前的橫頭磡邨                                |
| 樓宇座號         | 原座號           | 樓宇類型         | 落成年份         | 拆卸年份         | 重建後原地所屬的樓宇               | 安置屋邨                                        |
| ---------------- | ---------------- | ---------------- | ---------------- | ---------------- | ---------------------------------- | ----------------------------------------------- |
| 第1座            | A                | 第二型           | 1962年           | 1986年           | 宏德樓                             | 竹園南邨 黃大仙下（二）邨                       |
| 第2座            | B                | 第二型           | 1962年           | 1986年           | 宏德樓                             | 竹園南邨 黃大仙下（二）邨                       |
| 第3座            | C                | 第二型           | 1962年           | 1986年           | 宏基樓                             | 竹園南邨 黃大仙下（二）邨                       |
| 第4座            | D                | 第二型           | 1962年           | 1986年           | 宏業樓                             | 竹園南邨 黃大仙下（二）邨                       |
| 第5座            | E                | 第二型           | 1962年           | 1988年           | 宏頌樓                             | （同一屋邨） 宏興樓 宏富樓 宏澤樓 宏顯樓 宏光樓 |
| 第6座            | F                | 第二型           | 1962年           | 1988年           | 宏孝樓                             | （同一屋邨） 宏興樓 宏富樓 宏澤樓 宏顯樓 宏光樓 |
| 第7座            | H                | 第二型           | 1962年           | 1988年           | 橫頭磡邨停車場                     | （同一屋邨） 宏興樓 宏富樓 宏澤樓 宏顯樓 宏光樓 |
| 第8座            | J                | 第二型           | 1962年           | 1988年           | 宏亮樓                             | （同一屋邨） 宏興樓 宏富樓 宏澤樓 宏顯樓 宏光樓 |
| 第9座            | K                | 第二型           | 1962年           | 1988年           | 宏照樓                             | （同一屋邨） 宏興樓 宏富樓 宏澤樓 宏顯樓 宏光樓 |
| 第10座           | L                | 第二型           | 1962年           | 1985年           | 宏澤樓 宏顯樓                      | 樂富邨 黃大仙下（二）邨                         |
| 第11座           | M                | 第二型           | 1962年           | 1985年           | 宏澤樓 宏顯樓                      | 樂富邨 黃大仙下（二）邨                         |
| 第12座           | N                | 第二型           | 1962年           | 1980年           | 樂富邨 宏旭樓 宏樂樓 樂富巴士總站  | 彩雲邨 沙角邨                                   |
| 第13座           | O                | 第二型           | 1962年           | 1980年           | 樂富邨 宏旭樓 宏樂樓 樂富巴士總站  | 彩雲邨 沙角邨                                   |
| 第14座           | P                | 第二型           | 1962年           | 1980年           | 樂富邨宏康樓 樂富邨宏逸樓 樂富廣場 | 彩雲邨 沙角邨                                   |
| 第15座           | Q                | 第二型           | 1962年           | 1984年           | 空地                               | （同一屋邨） 宏暉樓 黃大仙下（二）邨            |
| 第16座           | R                | 第二型           | 1962年           | 1984年           | 宏安樓 宏富樓                      | （同一屋邨） 宏暉樓 黃大仙下（二）邨            |
| 第17座           | S                | 第二型           | 1962年           | 1989年           | 宏禮樓                             | （同一屋邨） 宏安樓 宏德樓 宏基樓 宏業樓        |
| 第18座           | T                | 第二型           | 1962年           | 1989年           | 宏耀樓                             | （同一屋邨） 宏安樓 宏德樓 宏基樓 宏業樓        |
| 第19座           | U                | 第二型           | 1962年           | 1989年           | 宏祖樓                             | （同一屋邨） 宏安樓 宏德樓 宏基樓 宏業樓        |
| 第20座           | V                | 第二型           | 1962年           | 1989年           | 宏偉樓                             | （同一屋邨） 宏安樓 宏德樓 宏基樓 宏業樓        |
| 第21座           | W                | 第二型           | 1962年           | 1984年           | 宏光樓 宏興樓                      | （同一屋邨） 宏暉樓 黃大仙下（二）邨            |
| 第22座           | X                | 第二型           | 1962年           | 1984年           | 宏光樓 宏興樓                      | （同一屋邨） 宏暉樓 黃大仙下（二）邨            |
| 第23座           | Y                | 第二型           | 1962年           | 1991年           | 德強苑德賢閣 房委會客戶服務中心    | （同一屋邨） 宏頌樓 宏孝樓 宏照樓 宏亮樓        |
| 第24座           | B-B              | 第二型           | 1962年           | 1991年           | 德強苑德華閣 房委會客戶服務中心    | （同一屋邨） 宏頌樓 宏孝樓 宏照樓 宏亮樓        |
| 第25座*          | A-A              | 第二型           | 1962年           | 1985年           | 富強苑                             | 樂富邨 黃大仙下（二）邨                         |
| 第26座*          | Z                | 第二型           | 1962年           | 1985年           | 富強苑                             | 樂富邨 黃大仙下（二）邨                         |

- *代表清拆前，所有單位已經改建成獨立廚廁。

## 教育及福利設施

### 幼稚園
- 五邑工商總會幼稚園 （页面存档备份，存于） （1988年創辦）（位於宏澤樓地下，將遷往安秀苑）
- 樂富禮賢會幼稚園 （页面存档备份，存于）（1993年創辦）（位於宏偉樓地下1-9室）
- 禮賢會樂富幼兒園 （页面存档备份，存于） （1994年創辦）（位於宏祖樓地下）

已結束
- 神召會華惠幼稚園（1988年創辦）（位於宏安樓地下）

已結束的學校
| - 信生小學（橫頭磡1座天台） - 紫陽學校/伯特利小學（橫頭磡2座天台） - 使徒信心學校（橫頭磡3座天台） - 神召會 華惠小學（橫頭磡4座天台） - 潮光小學（橫頭磡5座天台） - 博智小學（橫頭磡5座地下，1986年遷移至天馬苑、天宏苑之間標準校舍） - 基英小學（橫頭磡6座地下） - 孔教學院三樂學校（橫頭磡7座地下，1980年遷移至大元邨，兩年後舊址停辦） - 聖基學校/使徒信心會幼稚園（橫頭磡7座天台） - 中華傳道會拔士小學（橫頭磡8座天台） - 聖公會基心小學（橫頭磡8座地下，1978年遷移至富山邨） - 中道學校（橫頭磡9座天台） - 香港紅卍字會九龍卍慈小學（又稱萬慈小學，橫頭磡9座地下） - 信義學校（橫頭磡10座天台） - 道教萬德幼稚園暨小學（橫頭磡11座天台） |  | - 伯大尼學校/孔仲岐紀念學校/培德學校（橫頭磡12座天台） - 慈孝學校/育英小學（橫頭磡13座天台） - 康樂小學（橫頭磡14座天台） - 眉山小學（橫頭磡16座天台） - 聖博德彌撒中心托兒所幼稚園（橫頭磡17座天台） - 天主教聖博德幼稚園（橫頭磡17座地下） - 樂善堂橫頭磡小學（橫頭磡18座地下） - 循道小學（橫頭磡19座地下） - 飛鵬學校（橫頭磡20座天台） - 基督佳音學校（橫頭磡21座天台） - 神召會美基小學/康樂小學（橫頭磡22座天台） - 宣道會宣恩小學（橫頭磡23座天台） - 錫安傳道會幼稚園（橫頭磡24座天台） - 紫陽學校（橫頭磡26座天台） - 五邑工商總會托兒所（橫頭磡26座地下） |

重建前的橫頭磡邨，僅第15座及第25座未曾開設天台小學或在地下開設教育設施。

### 中學
- 樂善堂余近卿中學
- 潔心林炳炎中學
- 中華基督教會扶輪中學
- 五旬節聖潔會永光書院

### 綜合青少年服務中心
- 香港青年協會賽馬會橫頭磡青年空間 （页面存档备份，存于）（位於宏光樓地下）

### 兒童中心
- 安徒生會包威信中心（1985年成立）（位於宏暉樓地下）

### 綜合家居照顧服務
- 鄰舍輔導會黃大仙區綜合家居照顧服務中心（位於宏耀樓地下G01室）

### 長者鄰舍中心
- 嗇色園主辦可平耆英鄰舍中心 （页面存档备份，存于）（位於宏耀樓地下2號）

### 長者日間護理中心
- 基督教家庭服務中心橫頭磡老人日間護理中心 （页面存档备份，存于）（位於宏頌樓地下）

## 影視作品取景
- 香港電台電視部－《獅子山下》：1970年代的連續單元劇，重建以前的橫頭磡徙置區第24座作為曾於背景，而橫頭磡正位處獅子山之下。
- 《法證先鋒IV》：2020年無綫電視劇集，高善被拐子佬和拐子婆擄走一幕以橫頭磡東道（宏照樓和宏亮樓對出）為背景。
- 《十八年後的終極告白》：2020年無綫電視劇集，劇中的大東邨以本邨為背景。

## 著名住客
- 吳業坤，邵氏兄弟合約藝人、星夢娛樂合約歌手，曾先後居住宏暉樓4樓及宏興樓14樓，2022年12月參與房委會與無綫電視合作拍攝的《回家》特備節目，並返回該處探訪。
- 蘇狄雄，香港騎師

## 外部連結
- 香港房屋委員會橫頭磡邨資料
- 香港房屋委員會富強苑資料
- 香港房屋委員會嘉強苑資料
- 香港房屋委員會德強苑資料
- 香港地方 - 有關樂富中心第一期的樓宇 （页面存档备份，存于）